# Julien Dinou
Arnold Neuweiler, auch bekannt unter dem Künstlernamen Julien Dinou (geboren am 16. August 1895 in Kairo, Ägypten; gestorben am 24. Januar 1983 in Bern), war ein Schweizer Maler, Schauspieler, Regisseur, Bühnenleiter, Schriftsteller und Unternehmer.

## Leben und Werk
Julien Dinou wurde 1895 in Kairo als Sohn von Schweizer Eltern geboren. Von 1910 bis 1915 studierte er Chemie an der Universität Bern. Noch bevor er seine wissenschaftliche Ausbildung abschloss, wandte er sich der Kunst zu und besuchte von 1915 bis 1917 die Schauspielschule des Deutschen Theaters zu Berlin.
Danach begann er als Dramaturg am Stadttheater Bremen zu arbeiten. In dieser Zeit schrieb er Bücher über Theorie und Praxis des Theaters, so zum Beispiel Massenregie (1919), welches er Berthold Held, seinem Lehrer an der Schauspielschule, widmete. Darin entwickelte er eine Theorie der Chöre und Massenszenen im Theater, die in folgende ästhetische Dimensionen unterteilt ist: Ausdruck, Sprache, Menschlichkeit und Interaktion.
1933 kehrte Dinou zurück in die Schweiz und baute das Unternehmen seines Vaters, der im europäischen Eisenbahnbau tätig war, erfolgreich aus. In den folgenden Jahren interessierte er sich für Malerei und Kunstgeschichte. Er begann Gemälde aus Genf zu sammeln und veröffentlichte 1945 ein Buch über die Genfer Kunstgeschichte unter dem Titel La peinture à Genève de 1700 à 1900. Zu dieser Zeit begann er eigene Werke zu malen und gab sich erstmals das Pseudonym Julien Dinou. In seiner frühen Schaffensphase malte Dinou vornehmlich figurative und landschaftliche Motive in expressionistischem, kubistischem oder manchmal auch «primitiv» anmutendem Stil. Seine erste Ausstellung fand 1951 in Bern statt. In seiner Hauptschaffensphase malte Dinou Landschaftsbilder, die sich in impressionistische Partikel aus Primärfarben auflösen.
Um seiner künstlerischen Tätigkeit nachgehen zu können, verkaufte er sein Eisenbahnunternehmen an die Von Roll AG und zog 1958 nach Paris. Dinou war ein abstrakter Impressionist und befreundet mit den Malern Otto Nebel und Paul Klee, als dessen Schüler er galt. 1974 lud Nebel ihn ein, Mitglied der Otto Nebel-Stiftung zu werden, die heute seinen Nachlass verwaltet.
Dinou starb 1983 in Bern. Er ist im Bénézit-Künstlerlexikon aufgeführt.

## Bücher (Auswahl)
- 1919: Massenregie: Eine Studie über die Schauspielchöre, ihre Wirkung und ihre Behandlung.
- 1921: Die Regie des Einzeldarstellers: Eine Studie über praktische Inszenierungsprobleme.
- 1922: Almanach der Bergischen Bühnen-Blätter, Redaktion: Arnold Neuweiler.
- 1945: La peinture à Genève de 1700 à 1900.

## Kunstwerke (Auswahl)
- 1945: La Maison du Pêcheur (Fischerhaus), Öl auf Leinwand
- 1948: Le voyage de noce (Flitterwochen), Öl auf Leinwand
- 1949: Vitesse (Geschwindigkeit), Öl auf Leinwand
- ~1950 (undatiert): Frauenkloster in Frankreich, private Schweizer Sammlung
- 1950: Elle nous quitte (Sie verlässt uns), Öl auf Leinwand
- 1951: Jean parle dans les Désert (Jean spricht in der Wüste), Öl auf Leinwand, private Schweizer Sammlung
- 1955: Les Adieux, Öl auf Leinwand
- 1958: Clairière en Seine et Oise, Öl auf Platte
- 1960: Au Dessus de L’Italie, Öl auf Leinwand
- 1960: Chantier à Londres (Bauwesen in London), Öl auf Leinwand
- ~1961 (undatiert): Kirchenfenster, England, Öl auf Leinwand, private Schweizer Sammlung
- 1962: Matin en Seine & Oise, Paris, Öl auf Leinwand, private Schweizer Sammlung
- 1972: Walter †, Öl auf Leinwand
- 1976: Les Deux Villages (Die beiden Dörfer), Öl auf Leinwand, private Schweizer Sammlung[4]

## Ausstellungen (Auswahl)
- 1953, 1954, 1955: Salon des Réalités Nouvelles (Gruppenausstellungen), Paris
- 1956, 1958, 1961: Einzelausstellungen, Galerie Simone Heller, Paris
- 1957: Einzelausstellung, Museum Ostwall, Dortmund
- 1958, 1959: Berner Maler (Gruppenausstellungen), Atelier-Galerie / Atelier-Theater, Bern
- 1960: La grandeur dans le petit format (Gruppenausstellung), Galerie Simone Heller, Paris
- 1973: Einzelausstellung, Galerie du Manoir, La Chaux-de-Fonds
- 1996: Formen der Abstraktion (Retrospektive), Schloss Holligen, Bern[3]